# Sciadia horridaria
Sciadia horridaria là một loài bướm đêm trong họ Geometridae.